# Gonatus steenstrupi
Gonatus steenstrupi é uma espécie de molusco pertencente à família Gonatidae.
A autoridade científica da espécie é Kristensen, tendo sido descrita no ano de 1981.
Trata-se de uma espécie presente no território português, incluindo a zona económica exclusiva.